# Čargo
Čargo je priimek v Sloveniji, ki ga je po podatkih Statističnega urada Republike Slovenije na dan 1. januarja 2010 uporabljalo 92 oseb in je med vsemi priimki po pogostosti uporabe uvrščen na 4.703. mesto.

## Znani nosilci priimka
- Danijela Juričič Čargo, arhivistka
- Ivan Čargo (1898—1958), slikar in karikaturist
- Tone Čargo (*1932), odbojkar